# 14354 Kolesnikov
14354 Kolesnikov (1987 QX7) là một tiểu hành tinh vành đai chính được phát hiện ngày 21 tháng 8 năm 1987 bởi E. W. Elst ở Đài thiên văn Nam Âu.
Nó được đặt theo tên Yevgeni Kolesnikov, a scientist who investigated Tunguska event (Tunguska meteorite).